# Szekeres István (református lelkész)
Szekeres István (Mezőmadaras, 1924. május 15. – 1999.) erdélyi magyar református lelkész, egyházi író.

## Életútja, munkássága
Középiskoláit a marosvásárhelyi Református Kollégiumban végezte (1942), a kolozsvári Református Teológián szerzett lelkészi képesítést (1947). 1951-ig segédlelkész volt Kézdivásárhelyen, majd helyettes lelkész Erdőfülében, Köpecen, Vajdaszentiványon, 1951–74 között parókus lelkész Mezőmadarason, majd 1995-ig, nyugdíjaztatásáig Radnóton.
Prédikációi, cikkei a Református Szemlében, Igehirdetőben, Üzenetben jelentek meg. Mezőmadaras posztumusz díszpolgára.

## Kötete
- Bízzál! Prédikációk (Kolozsvár, 1996).